# Llanrhaeadr-yng-Nghinmeirch
Llanrhaeadr-yng-Nghinmeirch è un centro abitato del Galles, situato nella contea del Denbighshire.